# Alexander Lachmann
Alexander Gustav Lachmann (* 28. Februar 1814 in Gera; † nach 17.10.1874) war ein deutscher Lehrer und Sachbuchautor.

## Leben und Wirken

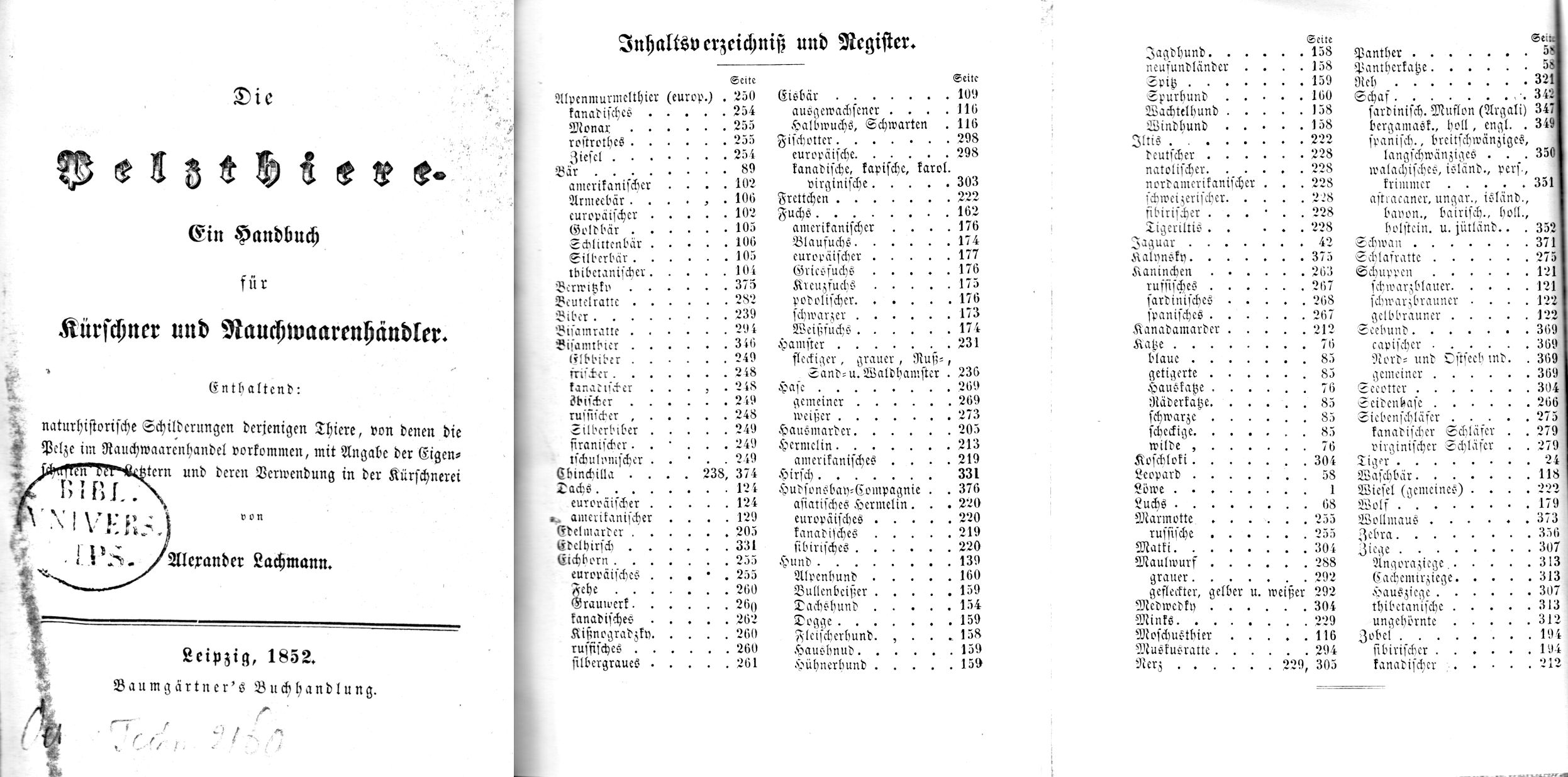
Titelblatt, Inhaltsverzeichnis und Register seiner Publikation Die Pelzthiere von 1852

Er war der Sohn eines preußischen Regierungsadvokaten aus Gera. Nach der Schul- und Lehrerausbildung sowie abgeschlossener Promotion zum Dr. phil. an der Universität Leipzig wurde Lachmann Lehrer der Hauswirtschaftslehre und Warenkunde an der Lehranstalt für erwachsene Töchter zu Leipzig. Daneben betätigte er sich als Sachbuchautor und redigierte die Deutsche illustrierte Gewerbe-Zeitung.

## Publikationen (Auswahl)
- (mit L. Reichenbach): Allgemeine Farbewaaren-, Chemikalien- und Droguen-Kunde. Baumgärtner, Leipzig 1851.
- Die Pelzthiere. Ein Handbuch für Kürschner und Rauchwaarenhändler. Baumgärtner, Leipzig, 1852.
- Praktische Waarenkunde in Wort und Bild. Illustrirt. 2. Auflage, Moritz Schäfer, Leipzig, 1855. Neueste illustrirte Münz-, Maß- u. Gewichtskunde nebst Handelsgeographie aller Länder. Schäfer, Leipzig, 1860.
- ‘‘Illustrirtes Handels- u. Waaren-Lexikon. 3. Auflage, Moritz Schäfer, Leipzig, 1860.
- Farbewaaren.‘ Gebhardt u. R., Leipzig, 1860.
- Vademecum der Färber und Zeugdrucker. Moritz Schäfer, Leipzig, 1861.
- Handelsgeographie. Moritz Schäfer, Leipzig, 1863.
- Waarenkunde für die Hauswirthschaft. E. J. Günther, Leipzig, 1866.
- (Hrsg.): Carl Friedrich Schlegel’s vollständige Mühlenbaukunst. Praktisches Lehrbuch für Mühlenbauer und Müller. C. F. Winter’sche Verlagshandlung, Leipzig und Heidelberg, 1866.[3]
- Neueste illustrirte Münz-, Maass- und Gewichtskunde. Abb. der jetzt coursirenden Gold- und Silbermünzen mit Angabe ihres Gewichts, Feingehalts, ihrer Geltung und ihres Werthes. Zweiter Theil: Handelsgeographie. Vierte verbesserte und vermehrte Auflage, Moritz Schäfer, Leipzig, 1867.